# Thomas Weber (Nachrichtensprecher)
Thomas Weber (* 26. September 1980 in Voitsberg) ist ein österreichischer Reporter und Fernsehmoderator. Seit 2006 arbeitet er als Reporter für den ORF Steiermark und seit 2015 als Moderator der Sendung Steiermark heute.

## Leben
Thomas Weber wurde 1980 in Voitsberg geboren. Bevor er 1998 in Köflach maturierte, stieg er bereits als 17-Jähriger als Praktikant bei der Antenne Steiermark in die Medienbranche ein. Nach der Matura studierte er an der Universität Graz BWL und Jus, jedoch ohne Abschluss. Sein Studium der Politikwissenschaften an der Universität Wien konnte er jedoch erfolgreich abschließen. Er arbeitet seit April 2006 beim ORF im Landesstudio Steiermark. Anfangs als Reporter und Gestalter nationaler Dokumentationen. Seit Juni 2015 ist er regelmäßig in der ORF-Nachrichtensendung Steiermark heute als Moderator zu sehen. Auch in ORF 1 moderierte er gelegentlich Sportübertragungen.